# Peter Sneath
Peter Henry Andrews Sneath Fellow of the Royal Society, Doctor of Medicine (17 de noviembre de 1923 – 9 de septiembre de 2011) fue un microbiólogo que cofundó el campo de la sistemática fenética, junto con Robert R. Sokal. Sneath y Sokal publicaron Principles of Numerical Taxonomy, cuya segunda edición fue publicada en 1973 como Numerical Taxonomy. Sneath publicó un review del estado de la taxonomía numérica en 1995 y escribió algunas notas autobiográficas en 2010.
Un número especial de la revista Antonie van Leeuwenhoek sobre sistemática microbiana está dedicado a la memoria de Peter Sneath.